# 阿力克斯·菲沙橋
阿力克斯·菲沙橋（英語：Alex Fraser Bridge），又稱“安納西斯橋”（Annacis Bridge），是加拿大卑詩省大溫哥華地區一條斜拉橋，橫跨菲沙河南支流，連接三角洲區的安納西斯島和北三角洲社區。大橋隸屬卑詩省91號公路，並接駁其他道路通往二埠、列治文和素里等地，構成大溫地區陸路交通的重要一環。
大橋全長930米，連同兩岸引道則長2525米，主橋跨為465米，橋塔高度為154米，橋下淨空為55米。大橋有七條行車線，中央行車線為調撥車道，可轉換方向以迎合交通流量。平日早上繁忙時間有四條行車線北行往安納西斯島，下午繁忙時間則有四條行車線南行往北三角洲。

## 歷史
為配合溫哥華舉辦1986年世界博覽會，省府於1980年代在大溫地區進行數項基建工程，其中一環為在帕圖洛橋和喬治·馬西隧道之間興建另一個渡口連接菲沙河兩岸。大橋耗資5800萬加元興建，於1986年9月22日啓用，名稱是紀念時任卑詩省運輸廳長阿力克斯·菲沙。大橋通車時是全球主跨最長的斜拉橋，直到1991年被日本的生口大橋取代為止，而北美主跨最長斜拉橋的地位則於2005年由美國南卡羅來納州的小阿瑟·拉夫纳尔大桥取代。大橋開幕時有四條行車線，餘下的空間則供行人和單車使用。通車一年後大橋改為六線行車，行人徑和單車徑則改置於橋纜以外。
省府於2017年1月宣布與聯邦政府合共斥資7千萬元，透過改窄現有行車線和移除路肩為大橋增設一條行車線，達致總數七線行車。中央行車線將定為調撥車道，透過可由「拉鍊」工程車移動的路壆系統與逆向交通分隔。新增行車線於2019年9月14日啓用，當時只供南行方向使用；可移動路壆系統則於同年12月16日投入服務。

## 外部連結
- 维基共享资源上的相關多媒體資源：阿力克斯·菲沙橋
- Buckland & Taylor, Ltd. （页面存档备份，存于）－負責大橋設計工程的公司
- Alex Fraser Bridge （页面存档备份，存于） en.structurae.de